# ライマン・グッド
ライマン・グッド（Lyman Good、1985年5月26日 - ）は、アメリカ合衆国の男性総合格闘家。プエルトリコ系アメリカ人。ニューヨーク州ニューヨーク出身。チーム・タイガー・シュルマン所属。元Bellator世界ウェルター級王者。

## 来歴
治安の悪かったニューヨークのスパニッシュ・ハーレムで生まれ育つ。学校卒業後に生活のため、2005年に20歳でプロ総合格闘家としてデビュー。
2007年8月2日、IFLデビュー戦でマイク・ドルチェと対戦し、判定勝ちを収めた。
2009年、Bellatorのウェルター級トーナメントに出場。1回戦でヘクター・ウルビナ、準決勝でホルヘ・オルティスを下し、6月12日の決勝ではオマール・デ・ラ・クルーズにパウンドでTKO勝ちし、初代Bellator世界ウェルター級王座に認定された。
2010年10月21日、Bellator 33のBellator世界ウェルター級タイトルマッチで挑戦者のベン・アスクレンと対戦し、0-3の判定負け。王座から陥落するのと同時にキャリア初黒星となった。

### UFC
2015年7月15日、UFC初出場となったUFC Fight Night: Mir vs. Duffeeでアンドリュー・クレイグと対戦し、パウンドでKO勝ち。
2017年4月3日、米国アンチドーピング機関（USADA）が2016年10月14日に実施した競技外抜き打ち検査で、グッドから1-アンドロステンジオンとその代謝物 1-(5α)-アンドロステン-3α-オール-17-オンの陽性反応が検出されたが、グッドが検査時に使用してたいサプリメントが同じ禁止薬物で汚染された汚染サプリメントであることが確認されたため、USADAは出場停止の期間を短縮し、グッドに6か月間の出場停止処分を科した。
2017年7月22日、UFC on FOX 25でエリゼウ・ザレスキ・ドス・サントスと対戦し、1-2の判定負け。敗れはしたものの、ファイト・オブ・ザ・ナイトを受賞した。
2019年2月2日、UFC Fight Night: Assunção vs. Moraes 2でウェルター級ランキング8位のデミアン・マイアと対戦し、リアネイキドチョークで一本負け。

## 戦績
| 総合格闘技 戦績 | 総合格闘技 戦績 | 総合格闘技 戦績 | 総合格闘技 戦績 | 総合格闘技 戦績 | 総合格闘技 戦績 | 総合格闘技 戦績 |
| --------------- | --------------- | --------------- | --------------- | --------------- | --------------- | --------------- |
| 15 試合         | (T)KO           | 一本            | 判定            | その他          | 引き分け        | 無効試合        |
| 12 勝           | 6               | 1               | 5               | 0               | 0               | 0               |
| 5 敗            | 0               | 1               | 4               | 0               | 0               | 0               |

| 勝敗 | 対戦相手                           | 試合結果                                      | 大会名                                                 | 開催年月日     |
| ×    | ベラル・ムハマッド                 | 5分3R終了 判定0-3                             | UFC on ESPN 11: Blaydes vs. Volkov                     | 2020年6月20日  |
| ○    | チャンス・レンカウンター           | 3R 2:03 TKO（右ストレート→パウンド）          | UFC 244: Masvidal vs. Diaz                             | 2019年11月2日  |
| ×    | デミアン・マイア                   | 1R 2:38 リアネイキドチョーク                  | UFC Fight Night: Assunção vs. Moraes 2                 | 2019年2月2日   |
| ○    | ベン・ソーンダース                 | 1R 1:32 KO（右クリンチアッパー→パウンド）     | UFC 230: Cormier vs. Lewis                             | 2018年11月3日  |
| ×    | エリゼウ・ザレスキ・ドス・サントス | 5分3R終了 判定1-2                             | UFC on FOX 25: Weidman vs. Gastelum                    | 2017年7月22日  |
| ○    | アンドリュー・クレイグ             | 2R 3:37 KO（右フック→パウンド）               | UFC Fight Night: Mir vs. Duffee                        | 2015年7月15日  |
| ×    | リック・ホーン                     | 5分3R終了 判定1-2                             | Bellator 39 【ウェルター級トーナメント 準決勝】        | 2011年4月2日   |
| ○    | クリス・ロザーノ                   | 5分3R終了 判定3-0                             | Bellator 35 【ウェルター級トーナメント 1回戦】         | 2011年3月5日   |
| ×    | ベン・アスクレン                   | 5分5R終了 判定0-3                             | Bellator 33 【Bellator世界ウェルター級タイトルマッチ】 | 2010年10月21日 |
| ○    | オマール・デ・ラ・クルーズ         | 1R 1:23 TKO（パウンド）                       | Bellator XI 【ウェルター級トーナメント 決勝】          | 2009年6月12日  |
| ○    | ホルヘ・オルティス                 | 2R 4:37 TKO（ドクターストップ：右目上カット） | Bellator VII 【ウェルター級トーナメント 準決勝】       | 2009年5月15日  |
| ○    | ヘクター・ウルビナ                 | 2R 3:22 チョークスリーパー                    | Bellator II 【ウェルター級トーナメント 1回戦】         | 2009年4月10日  |
| ○    | アレックス・アキーノ               | 5分3R終了 判定3-0                             | Ring of Combat 18                                      | 2008年3月7日   |
| ○    | マイク・ドルチェ                   | 4分3R終了 判定3-0                             | IFL: 2007 Semifinals                                   | 2007年8月2日   |
| ○    | ダグ・ゴードン                     | 3分3R終了 判定3-0                             | CFFC 5: Two Worlds, One Cage                           | 2007年6月23日  |
| ○    | エリック・チャールズ               | 1R 4:00 TKO（ドクターストップ）               | Ring of Combat 14: Tournament of Champions Finals      | 2007年4月27日  |
| ○    | ユリオ・クルス                     | 2R 0:29 TKO（パンチ連打）                     | World Best Fighter: USA vs. Asia                       | 2007年2月3日   |
| ○    | ジョン・ゼッキーノ                 | 2R 3:37 TKO（パンチ連打）                     | Ring of Combat 10                                      | 2006年4月14日  |
| ○    | アダム・フィーロン                 | 5分2R終了 判定3-0                             | Ring of Combat 9                                       | 2005年10月29日 |

## 獲得タイトル
- Bellatorシーズン1 ウェルター級トーナメント 優勝（2009年）
- 初代Bellator世界ウェルター級王座（2009年）
- CFFCウェルター級暫定王座（2015年）
- 第8代CFFCウェルター級王座（2015年）

## 表彰
- 総合格闘技 黒帯二段
- UFC ファイト・オブ・ザ・ナイト（1回）